# Amantillo

Amantillo de botavara

En náutica, el Amantillo (Balancín) es un cabo sujeto por un extremo en el penol de una verga y que dirigido por la cabeza del palo respectivo sirve para mantener dicha verga en posición horizontal y aguantar el gran peso de la gente que se coloca encima cuando se aferra o se toman rizos a la vela. (ing. Lift). 

## Tipos
Los hay de dos tipos:
- Amantillo sencillo: es el consistente en un solo cabo
- Amantillo doble: en que son dos los que se sujetan a la verga como por ejemplo el de la botavara o bien uno solo pasado por un motón en el penol de la verga.